# Lidrezing
Lidrezing település Franciaországban, Moselle megyében. Lakosainak száma 83 fő (2022. január 1.). Lidrezing Bénestroff, Guébestroff, Guébling, Rodalbe, Vergaville, Wuisse és Zarbeling községekkel határos.

## Népesség
A település népességének változása:
| Lakosok száma | 128  | 92   | 76   | 98   | 89   | 91   | 86   | 85   | 84   | 83   |
|               | 1968 | 1982 | 1990 | 2006 | 2013 | 2015 | 2017 | 2019 | 2020 | 2022 |